# Berillia
Berillia is een monotypisch geslacht van zakpijpen (Ascidiacea) uit de familie Styelidae en de orde Stolidobranchia.

## Soorten
- Berillia boltenioides Brewin, 1952